# Saison 6 de Black-ish
Chronologie
Saison 5 Saison 7
Cet article présente le guide des épisodes de la sixième saison de la série télévisée américaine Black-ish.

## Distribution de la saison

### Acteurs principaux
- Anthony Anderson : Andre « Dre » Johnson Sr.
- Tracee Ellis Ross : Dr Rainbow « Bow » Johnson
- Laurence Fishburne : Earl « Pops » Johnson
- Marcus Scribner : Andre Johnson Jr.
- Miles Brown : Jack Johnson
- Marsai Martin : Diane Johnson
- Jenifer Lewis : Ruby Johnson
- Deon Cole : Charlie Telphy
- Peter Mackenzie (en) : Leslie Stevens
- Jeff Meacham : Josh

### Acteurs récurrents
- Yara Shahidi : Zoey Johnson

### Invités
- Golden Brooks (en) : Malika[1] (épisode 3)
- Jill Marie Jones : Tina[1] (épisode 3)
- Persia White : Lila[1] (épisode 3)

## Épisodes

### Épisode 1: La question se Pops
- États-Unis /  Canada : 24 septembre 2019 sur ABC / Citytv

### Épisode 2: Chaque jour, je galère
- États-Unis /  Canada : 1er octobre 2019 sur ABC / Citytv

### Épisode 3: Féminimaniaque
- États-Unis /  Canada : 8 octobre 2019 sur ABC / Citytv

### Épisode 4: Quand je serai grand (garçon)
- États-Unis /  Canada : 15 octobre 2019 sur ABC / Citytv

### Épisode 5: Bad and Boujee
- États-Unis /  Canada : 22 octobre 2019 sur ABC / Citytv

### Épisode 6: Tout le monde accuse Raymond
- États-Unis /  Canada : 29 octobre 2019 sur ABC / Citytv

### Épisode 7: Les filles pour les nuls
- États-Unis /  Canada : 12 novembre 2019 sur ABC / Citytv

### Épisode 8: Oh Mère, où es-tu
- États-Unis /  Canada : 19 novembre 2019 sur ABC / Citytv

### Épisode 9: L’université de Dre
- États-Unis /  Canada : 26 novembre 2019 sur ABC / Citytv

### Épisode 10: Père Noël
- États-Unis /  Canada : 10 décembre 2019 sur ABC / Citytv

### Épisode 11: Mal aux cheveux
- États-Unis /  Canada : 7 janvier 2020 sur ABC / Citytv

### Épisode 12: Patron Papa
- États-Unis /  Canada : 14 janvier 2020 sur ABC / Citytv

### Épisode 13: Crise de l’enfance
- États-Unis /  Canada : 21 janvier 2020 sur ABC / Citytv

### Épisode 14: Aventure à Ventura
- États-Unis /  Canada : 28 janvier 2020 sur ABC / Citytv

### Épisode 15: Le gant
- États-Unis /  Canada : 11 février 2020 sur ABC / Citytv

### Épisode 16: Game over
- États-Unis /  Canada : 18 février 2020 sur ABC / Citytv

### Épisode 17: Tu connais mal Jack
- États-Unis /  Canada : 25 février 2020 sur ABC / Citytv

### Épisode 18: Meilleur mari secondaire
- États-Unis /  Canada : 17 mars 2020 sur ABC / Citytv

### Épisode 19: Père à tout faire
- États-Unis /  Canada : 24 mars 2020 sur ABC / Citytv

### Épisode 20: La poule mouillée
- États-Unis /  Canada : 7 avril 2020 sur ABC / Citytv

### Épisode 21: Earl, à suivre
- États-Unis /  Canada : 14 avril 2020 sur ABC / Citytv

### Épisode 22: Un bébé de plus
- États-Unis /  Canada : 28 avril 2020 sur ABC / Citytv

### Épisode 23: Mal d’amour
- États-Unis /  Canada : 5 mai 2020 sur ABC / Citytv